# Jacques Chaban-Delmas
Jacques Chaban-Delmas, född 7 mars 1915 i Paris, död 10 november 2000 i Paris, var en fransk gaullistisk politiker. 

## Biografi
1954-1955 var han transportminister och 1957-1958 försvarsminister. 1958-1969 var han president (talman) i nationalförsamlingen. Slutligen var han premiärminister under president Georges Pompidou från 1969 till 1972. Därtill var han under nästan ett halvt sekel borgmästare för Bordeaux (1947-1995). 
I presidentvalet 1974 var han gaullistpartiets kandidat, men kom trea i första valomgången med 15,1% av rösterna. Detta mycket på grund av att många gaullister, däribland Jacques Chirac offentligt stödde en annan kandidat, nämligen Valéry Giscard d'Estaing som även vann hela presidentvalet. Han återkom senare som president (talman) i nationalförsamlingen två gånger, 1978-1981 och 1986-1988.